# 242P/Spahr
La comète Spahr, officiellement 242P/Spahr, est une comète périodique du système solaire, découverte le 27 octobre 1998 par Timothy B. Spahr.